# Parroquias de Zaragoza
Las parroquias de Zaragoza fueron divisiones administrativas medievales de la ciudad de Zaragoza. Fueron resultado de la evolución de los barrios medievales. 
Las parroquias controlaban los bautismos y enterramientos de sus pobladores. También tenían una función de servicio al municipio, aportándole dinero y hombres y eligiendo representantes al consejo municipal. En tiempos de guerra, como por ejemplo durante la Guerra de los dos Pedros, las parroquias debían contribuir económicamente al mantenimiento de las murallas. También aportaba caballos y los hombres de la guarnición de las puertas de la ciudad.
Estas funciones administrativas y civiles fueron erosionándose a medida que se iba consolidando la estructura estatal y se iban generando otras figuras para ejercer el poder local.

## Historia
Las parroquias originales se dividían en mayores y menores:
- Parroquias mayores: Santa María la Mayor, San Salvador, San Pablo, Santa María Magdalena, San Felipe, San Gil, Santa Cruz, San Juan del Puente y San Jaime.
- Parroquias menores: San Pedro, San Andrés, San Lorenzo, San Nicolás, San Juan el Viejo y San Miguel de los Navarros.

Bajo el reinado de Fernando I de Aragón se produjo una serie de cambios en 1414 que reformaron la administración municipal y cambiaron el régimen de parroquias. Las parroquias menores se agruparon de dos en dos a la hora de elegir sus representantes entre los jurados de la ciudad. Tras esta reforma, la ciudad quedó dividida en 12 parroquias. Con la dinastía Trastámara, las parroquias fueron perdiendo importancia y funciones ganando importancia las relaciones directas entre los habitantes y el municipio.
En el fogaje de 1495 se nombraban 16 parroquias con estos fuegos:
| Parroquia                  | Número de fuegos |
| Santa María Magdalena      | 347              |
| San Salvador               | 269              |
| San Miguel de los Navarros | 286              |
| San Jaime                  | 64               |
| San Juan el Viejo          | 32               |
| San Andrés                 | 34               |
| San Pedro                  | 27               |
| San Felipe                 | 283              |
| San Lorenzo                | 85               |
| San Nicolás                | 48               |
| Santa Cruz                 | 99               |
| San Gil                    | 285              |
| Santa Engracia             | 51               |
| Santa María de Altabás     | 25               |
| Santa María del Pilar      | 494              |
| San Pablo                  | 1140 fuegos.     |

Los fuegos de la mayor parroquia San Pablo, se detallan por calles:
- Calle de los Predicadores
- Calle de la Filaça (actualmente calle de Casta Álvarez)
- Mercado, Tripería, Albardería y Cedacería
- Calle de las Armas
- Calle de San Blas
- Calle de Miguel Ingles
- Calle de la Castellana
- Calle del Forno de Tarba (actualmente parte de la Calle de Conde Aranda)

No se incluía en la división parroquial ni la morería extramuros ni el Campo del Spital ni el Barrio Nuevo (judería).
La división parroquial, pese a ir cada vez perdiendo funciones, se mantuvo durante los siglos siguientes. Su origen histórico generó que fueran cada vez más descompensadas, con las parroquias exteriores creciendo frente a un Casco Histórico constreñido urbanísticamente. En 1723 las parroquias tenían las siguientes poblaciones:
| Parroquia                  | Casas | Habitantes |
| Santa María Magdalena      | 518   | 3.191      |
| San Salvador               | 203   | 1.375      |
| San Miguel de los Navarros | 478   | 3.384      |
| Santiago                   | 55    | 384        |
| San Juan el Viejo          | 28    | 147        |
| San Andrés                 | 55    | 265        |
| San Pedro                  | 29    | 199        |
| San Felipe                 | 249   | 1.470      |
| San Lorenzo                | 83    | 442        |
| San Nicolás                | 68    | 352        |
| Santa Cruz                 | 72    | 414        |
| San Gil                    | 364   | 2.169      |
| Santa Engracia             | 67    | 472        |
| Santa María de Altabás     | 127   | 1.013      |
| Santa María del Pilar      | 538   | 3.165      |
| San Pablo                  | 1743  | 11.159     |